# Andrea Barrett
Andrea Barrett (Boston, 16 novembre 1954) è una scrittrice statunitense.

## Biografia
Nata a Boston, nel 1954, vive e lavora a North Adams, nel Massachusetts.
Dopo gli studi di biologia e la pubblicazione di quattro romanzi, ha ottenuto il National Book Award nel 1996 con i racconti Specie rare.
In seguito ha dato alle stampe altri due romanzi e due raccolte di racconti tra le quali Servant of the Map è giunta finalista al Premio Pulitzer per la narrativa.
Nel 2015 le è stato conferito il Premio Rea per il racconto alla carriera.

## Opere

### Romanzi
- Lucid Stars (1988)
- Secret Harmonies (1989)
- The Middle Kingdom (1991)
- The Forms of Water (1993)
- Il viaggio di Narwhal (The Voyage of the Narwhal, 1998), Milano, Longanesi, 2000 traduzione di Donatella Cerutti Pini ISBN 88-304-1665-7.
- The Air We Breathe (2007)

### Raccolte di racconti
- Specie rare (Ship Fever, 1996), Bari, Dedalo, 2013 traduzione di Laura Bussotti ISBN 978-88-220-1511-2.
- Servants of the Map (2002)
- Arcangelo (Archangel, 2013), Bari, Dedalo, 2015 traduzione di Laura Bussotti ISBN 978-88-220-1515-0.
- Natural History (2022)